# Янко, Мишель
Мише́ль Я́нко (ивр. מישל ינקו‎; род. 1 сентября 1970, Нетания, Израиль) — генерал-майор Армии обороны Израиля, нынешний глава Управления технологии и логистики Генштаба Армии обороны Израиля (с 24 ноября 2021 года).

## Биография
Мишель Янко родился и вырос в Нетании. По рассказу Янко его отец, Фэнел Янко (Янку), уроженец Румынии, пережил в возрасте четырёх лет Ясский погром благодаря своему отцу, которому удалось вывести свою семью из очереди на погрузку в «поезд смерти», откликнувшись на призыв немецкого офицера, искавшего в толпе евреев портных для пошива военной униформы.
Учился в школе «ОРТ Яд-Лейбовиц» в Нетании.

### Военная карьера
Начал службу в Армии обороны Израиля в 1989 году в качестве электрика по ремонту танковой техники.
В ноябре 1990 года, после окончания учёбы в Офицерской школе, окончил курс офицеров боевой техники. Исполнял ряд должностей в корпусе боевой техники (ивр. חיל החימוש‎), включая должность начальника отдела боевой техники резервной бронетанковой бригады «Кирьяти» с 1997 по 1998 год.
В ходе Второй ливанской войны в 2006 году был начальником отдела боевой техники бронетанковой дивизии «Ха-Мапац».
В 2006 году был назначен начальником отдела боевой техники бронетанковой дивизии «Гааш», в 2008 году возглавил отделение подготовки командного состава в Школе боевой техники, а с 2010 года руководил отделом боевой техники Центрального военного округа. В 2013 году возглавил департамент планирования, организации и кадров Корпуса боевой техники (в 2016 году переименованного в Корпус технологии и технического обслуживания (ивр. חיל הטכנולוגיה והאחזקה‎)).
27 февраля 2017 года был произведён в бригадные генералы, а марте 2021 года вступил на должность Главного офицера технологии и технического обслуживания. 28 марта 2019 года стал начальником штаба Управления технологии и логистики Генштаба Армии обороны Израиля.
21 ноября 2021 года Янко был повышен в звании до генерал-майора, а 24 ноября 2021 года вступил на должность главы Управления технологии и логистики Генштаба, сменив на посту генерал-майора Ицхака Турджемана.
15 июля 2025 года министр обороны Исраэль Кац утвердил рекомендацию Начальника Генштаба генерал-лейтенанта Эяля Замира назначить бригадного генерала Рами Абудархама в ближайшие месяцы преемником Янко на посту.

### Образование и личная жизнь
За годы военной службы Янко получил степень бакалавра Университета имени Бар-Илана в области логистики и экономики и степень магистра в области национальной безопасности.
Женат, отец троих детей.
Сестра Янко, Далья Янко, работает в Министерстве обороны Израиля, с октября 2022 года возглавляя Управление министерства по оборонно-социальным вопросам.

## Публикации
- אל"ם מישל ינקו תתנתקו מהדעות הקדומות ותחוו בעצמכם את החיל הנהדר הזה (Полковник Мишель Янко, «Избавьтесь от стереотипов и сами пройдите опыт службы в этом замечательном роде войск»), frogi.co.il (7.8.16) (Архивная копия от 29 сентября 2020 на Wayback Machine) (иврит)